# Sonate K. 441
La sonate K. 441 (F.387/L.S.39) en si bémol majeur est une œuvre pour clavier du compositeur italien Domenico Scarlatti.

## Présentation
La sonate K. 441, en si bémol majeur, est notée Allegro. Elle forme une paire avec la sonate suivante.
Le motif de croche au rythme d'anapeste, qui apparaît dès l'ouverture, est répété jusqu'à l'obsession et lui confère son humeur frénétique et dansante, une évidente allusion à l'un des personnages de la commedia dell'arte, peut-être Arlequin. L'esprit de la pantomime se retrouve également dans l'autre sonate.

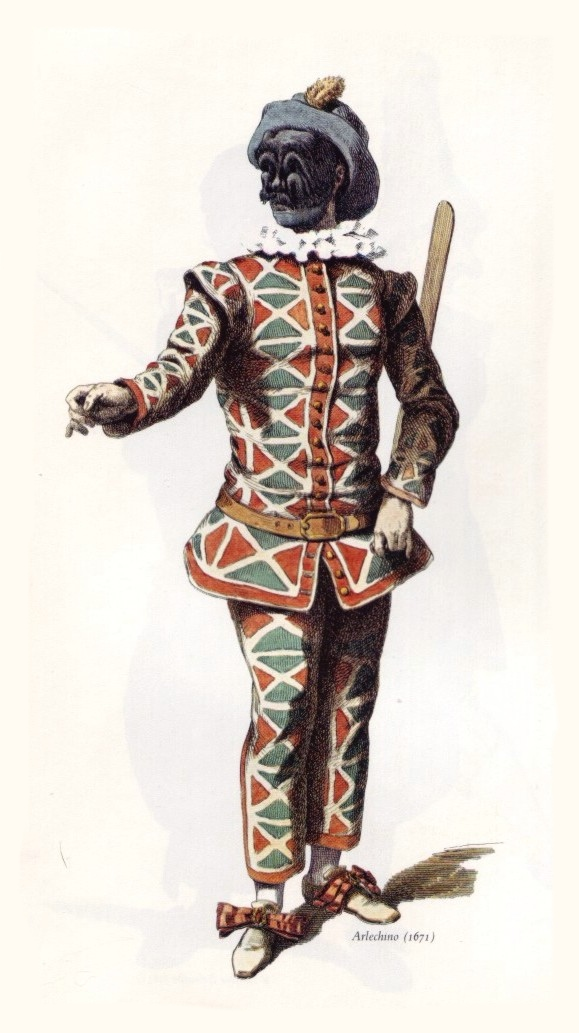
Arlequin.

## Manuscrits
Le manuscrit principal est le numéro 24 du volume X (Ms. 9781) de Venise (1755), copié pour Maria Barbara ; les autres sont Parme XII 20 (Ms. A. G. 31417), Münster II 37. Une copie figure à Lisbonne, ms. FCR/194.1 (no 5) et à la Morgan Library, Cary 703 (no 29).

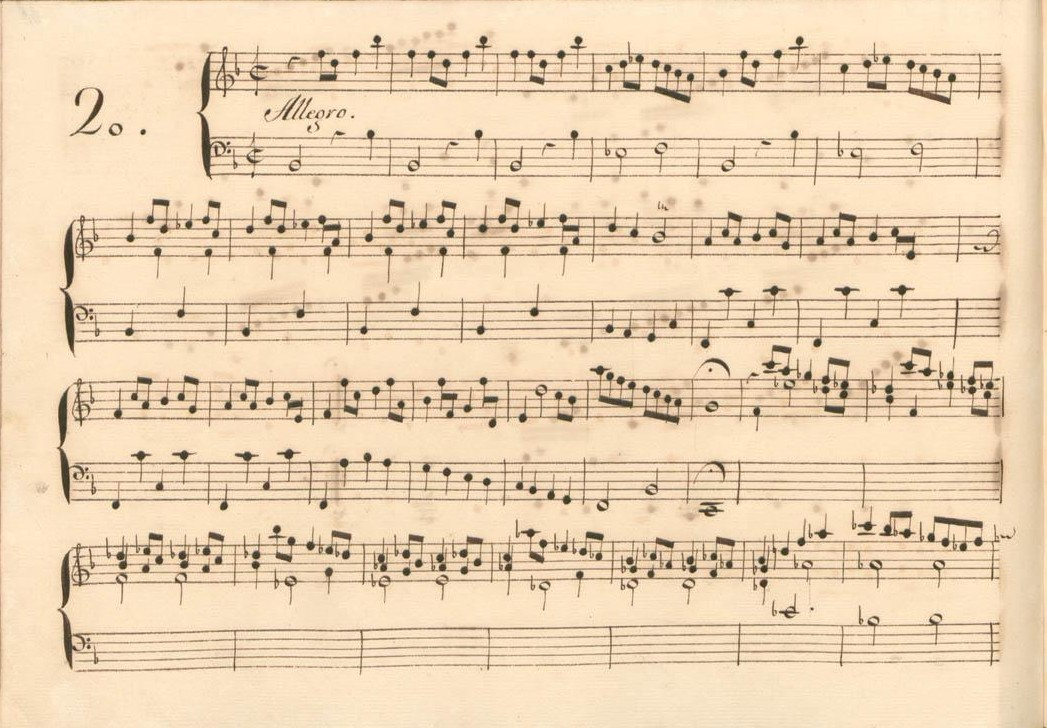
Parme XII 20.
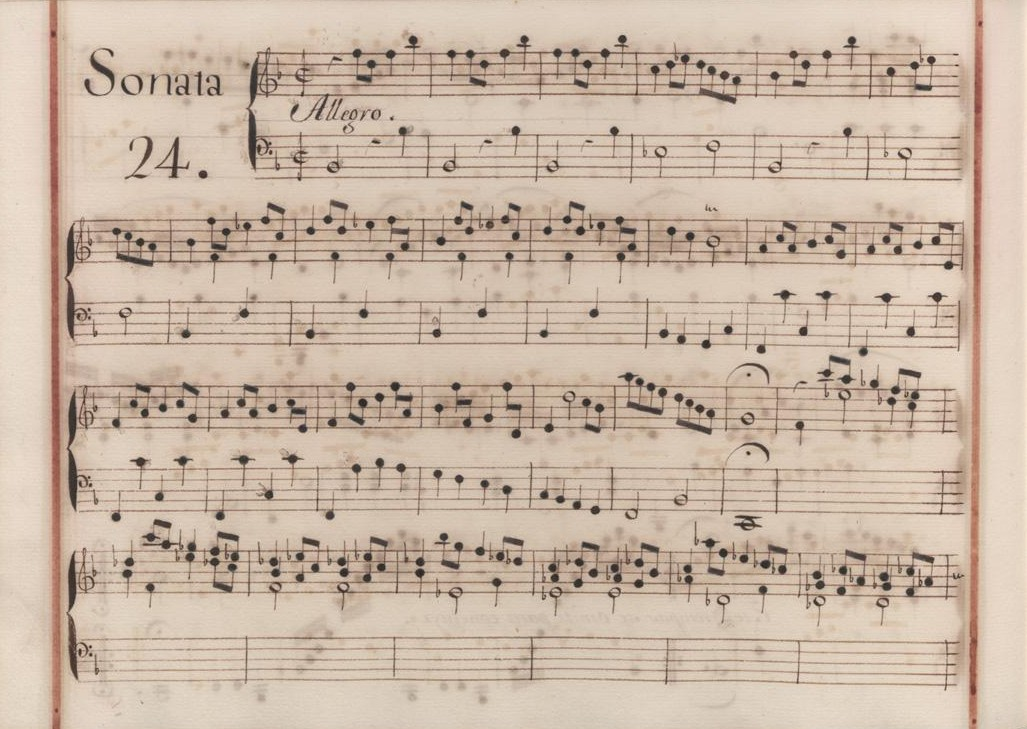
Venise X 24.
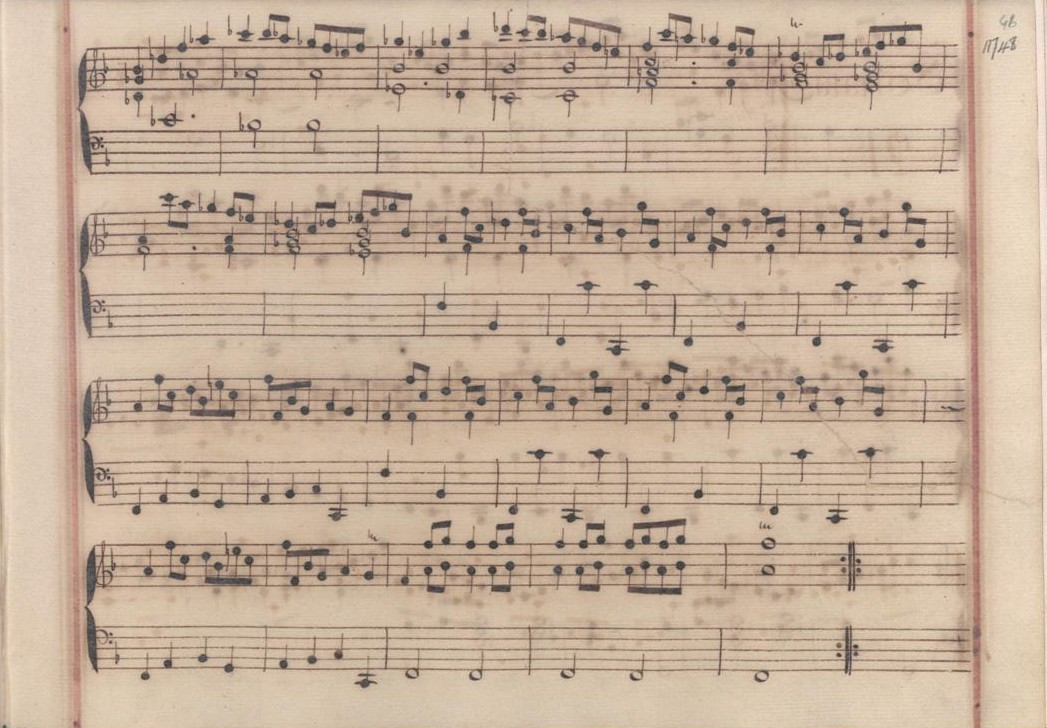
Venise X 24 (fin de la première section).

## Interprètes
La sonate K. 441 est défendue au piano notamment par Soyeon Lee (2006, Naxos, vol. 8), Alice Ader (2010, Fuga Libera), Prisca Benoit (2013, Pavane), Carlo Grante (2016, Music & Arts, vol. 5) et Sonia Rubinsky (2016, Arabesque) ; au clavecin par Rafael Puyana (1984, Harmonia Mundi), Scott Ross (1985, Erato), Richard Lester (2003, Nimbus, vol. 4) et Pieter-Jan Belder (Brilliant Classics, vol. 10).

## Sources
: document utilisé comme source pour la rédaction de cet article.
- Ralph Kirkpatrick (trad. de l'anglais par Dennis Collins), Domenico Scarlatti, Paris, Lattès, coll. « Musique et Musiciens », 1982 (1re éd. 1953 (en)), 493 p. (ISBN 978-2-7096-0118-4, OCLC 954954205, BNF 34689181).
- Alain de Chambure, « Domenico Scarlatti : Intégrale des sonates — Scott Ross », Erato (2564-62092-2), 1985 (OCLC 891183737) .
- (es) Celestino Yáñez Navarro (thèse), Nuevas aportaciones para el estudio de las sonatas de Domenico Scarlatti. Los manuscritos del Archivo de Música de las Catedrales de Zaragoza, Universitat Autònoma de Barcelona, 2016 (lire en ligne)
- (en) Carlo Grante, « Domenico Scarlatti, intégrale des sonates pour clavier (vol. 5) », Music & Arts (CD-1294), 2017 (OCLC 1079366528) .